# Rab (protein)

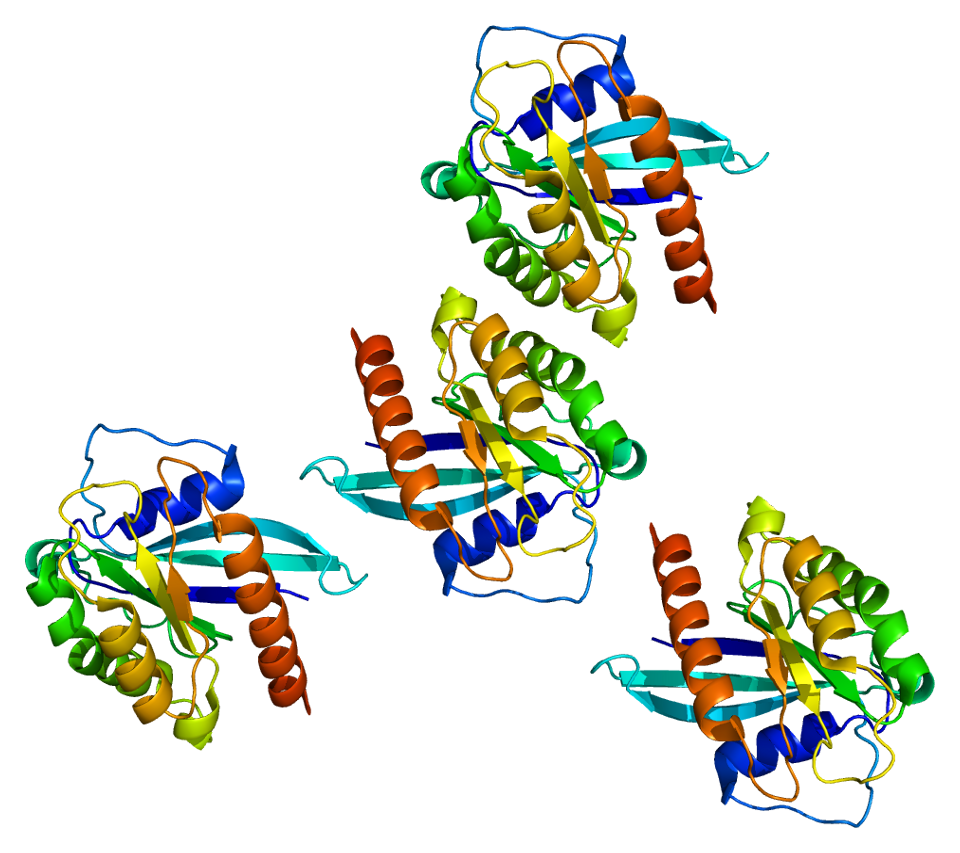
Rab7 z různých pohledů

Rab je rodina proteinů, jež se řadí do nadrodiny Ras monomerických G proteinů. U člověka bylo dosud identifikováno kolem 45 různých typů těchto proteinů. Vyskytují se však u všech eukaryotických organismů a pravděpodobně i u archebakterií. Rab GTPázy regulují mnoho kroků membránové přepravy včetně tvorby váčků, jejich pohybu po aktinových a tubulinových vláknech a splývání membrán. Umožňují, aby váčky putovaly buňkou přesně na místo svého určení.

## Regulace
Rab proteiny jsou opatřené geranylgeranylovou skupinou, která umožňuje jejich asociaci s membránou. Pokud jsou v cytoplazmě, mají na sobě navázaný GDP, neboť výměnu GDP za GTP inhibuje protein GDI (guanine nucleotide dissociation inhibitor). Existují však i speciální faktory, které jsou schopné zablokovat GDI, načež Rab-specifický GEF vymění GDP za GTP. Tato změna aktivuje Rab proteiny, které následně plní svou funkci při vytváření, transportu a splývání váčku. Na cílové membráně je aktivována GTPázová aktivita, dochází k hydrolýze GTP na GDP, načež se v cytoplazmě opět může navázat GDI inhibitor a celý proces se může opakovat.

## Zástupci
Jedná se o rozsáhlou skupinu proteinů, dělených na jednotlivé podrodiny označené čísly 1 – 45 s výjimkou 16 („Rab16“ je neplatný název). Databáze RabDB udává v lidském genomu 115 genů kódujících Rab proteiny (Ran proteiny nejsou zahrnuty).
- RAB1
- RAB2
- RAB3
- RAB4
- RAB5
- RAB6
- RAB7
- RAB8
- RAB9
- RAB10
- RAB11
- RAB12
- RAB13
- RAB14
- RAB15
- RAB17
- RAB18
- RAB19
- RAB20
- RAB21
- RAB22
- RAB23
- RAB24
- RAB25
- RAB26
- RAB27
- RAB28
- RAB29
- RAB30
- RAB31
- RAB32
- RAB33
- RAB34
- RAB35
- RAB36
- RAB37
- RAB38
- RAB39
- RAB40
- RAB41
- RAB42
- RAB43
- RAB44
- RAB45